# ناکسفیلد، ویکتوریا
ناکسفیلد (به انگلیسی: Knoxfield) یک حومه شهر در استرالیا است که در ویکتوریا (استرالیا) واقع شده‌است.